# Dravida Kazhagam
El Dravida Kazhagam o Dravidian Party és un partit polític tamil de l'Índia que fou fundat pel líder social Periyar E. V. Ramasamy com a organitzación social reformista, junt amb altres organitzacions com el Self-Respect Movement o el Dravidian Movement. Aquest partit no va participar en les eleccions celebrades després de la independència.